# Mésite unicolore
Mesitornis unicolor
Espèce
Statut de conservation UICN

 VU A2cde+3cde+4cde;C2a(i) : Vulnérable
La Mésite unicolore (Mesitornis unicolor) est une espèce d'oiseaux de la famille des Mesitornithidae.

## Répartition
Cet oiseau est endémique de Madagascar.